# Leozinho Nunes
Leozinho Nunes (Rio de Janeiro, 19 de janeiro de 1988) é um compositor e intérprete de samba-enredo brasileiro. É conhecido por ter sido o cantor oficial da escola de samba São Clemente entre os carnavais de 2016 e 2023. Seus gritos de guerra são "Meu orgulho é..." [Nome da escola], e "É o som do bem".

## Biografia
Leozinho Nunes começou a cantar em escolas de samba ainda adolescente. Por volta dos 16 anos, tornou-se cantor oficial da Petizes da Penha, em 2005. Em 2006, recebeu o Troféu Olhômetro, de melhor cantor das escolas mirins, tendo ficado na escola até 2007, num total de três carnavais. Também passou pela Estrelinha da Mocidade, e após, por escolas de samba dos grupos inferiores do Carnaval do Rio de Janeiro, tais como Mocidade de Vicente de Carvalho, Mocidade de Inhaúma, Tradição, Unidos de Padre Miguel, Unidos da Tamandaré (Guaratinguetá/SP), e Renascer de Jacarepaguá.
Como compositor, disputou eliminatórias de samba-enredo em diversas escolas, estando entre os compositores dos sambas campeões do Sereno de Campo Grande em 2010 ("Abracadabra - O circo Sereno chegou") e 2011 ("Sereno... a essência do carnaval"). Em 2012, tornou-se cantor oficial na Império da Praça Seca. No mesmo ano, tornou-se cantor de apoio na São Clemente, auxiliando o intérprete principal, Igor Sorriso. No ano de 2015 também foi vencedor da eliminatória de samba de enredo da São Clemente, sendo um dos compositores do samba oficial (“A incrível história do homem que só tinha medo da Matinta Pereira, da Tocandira e da Onça Pé de Boi”).
Em 2016, com a ida de Igor Sorriso para a Unidos de Vila Isabel, Leozinho foi promovido a intérprete oficial da São Clemente. Naquele ano, por esta participação, recebeu o Prêmio Estrela do Carnaval, na categoria Revelação. Em 2018 passou a cantar também em escolas de samba do Rio Grande do Sul, tais como a Apoteose do Samba (Uruguaiana), Gaviões da Ferrô (Cruz Alta) e Academia Samba Puro (Porto Alegre).
Foi desligado da São Clemente em setembro de 2023, após 7 anos como intérprete oficial da escola. No mês seguinte, acertou com a União do Parque Acari para ser um dos intérpretes oficiais da agremiação em sua estreia na Marquês de Sapucaí. A partir do carnaval de 2025, Leozinho passa a fazer parte do carro de som da Beija-Flor.

## Premiações
- Estrela do Carnaval

1. 2016 - Revelação (como intérprete da São Clemente) [4]

- Prêmio Elite do Samba

1. 2013 - Melhor intérprete (Praça Seca) [5][6]

- Prêmio SRzd

1. 2023 - Melhor intérprete (São Clemente) [7]

- Prêmio Ziriguidum

1. 2015 - Melhor samba-enredo (Vila Kennedy - "Sassaricando por aí, a Vedete Escolheu Seu Paraíso: Piraí") [8]

- Samba É Nosso

1. 2015 - Melhor intérprete (Praça Seca) [9]

- Troféu Explosão in Samba

1. 2025 - Melhor intérprete (Acad. do Recreio) [10]

- Troféu Jorge Lafond

1. 2010 - Melhor samba-enredo (Sereno - "Abracadabra... O Circo Sereno Chegou!") [11]

- Troféu Sambario

1. 2010 - Melhor samba-enredo (Sereno - "Abracadabra... O Circo Sereno Chegou!") [12]

- Troféu Vai Dar Samba

1. 2018 - Revelação (como intérprete da São Clemente) [13]